# گوریلا گلس

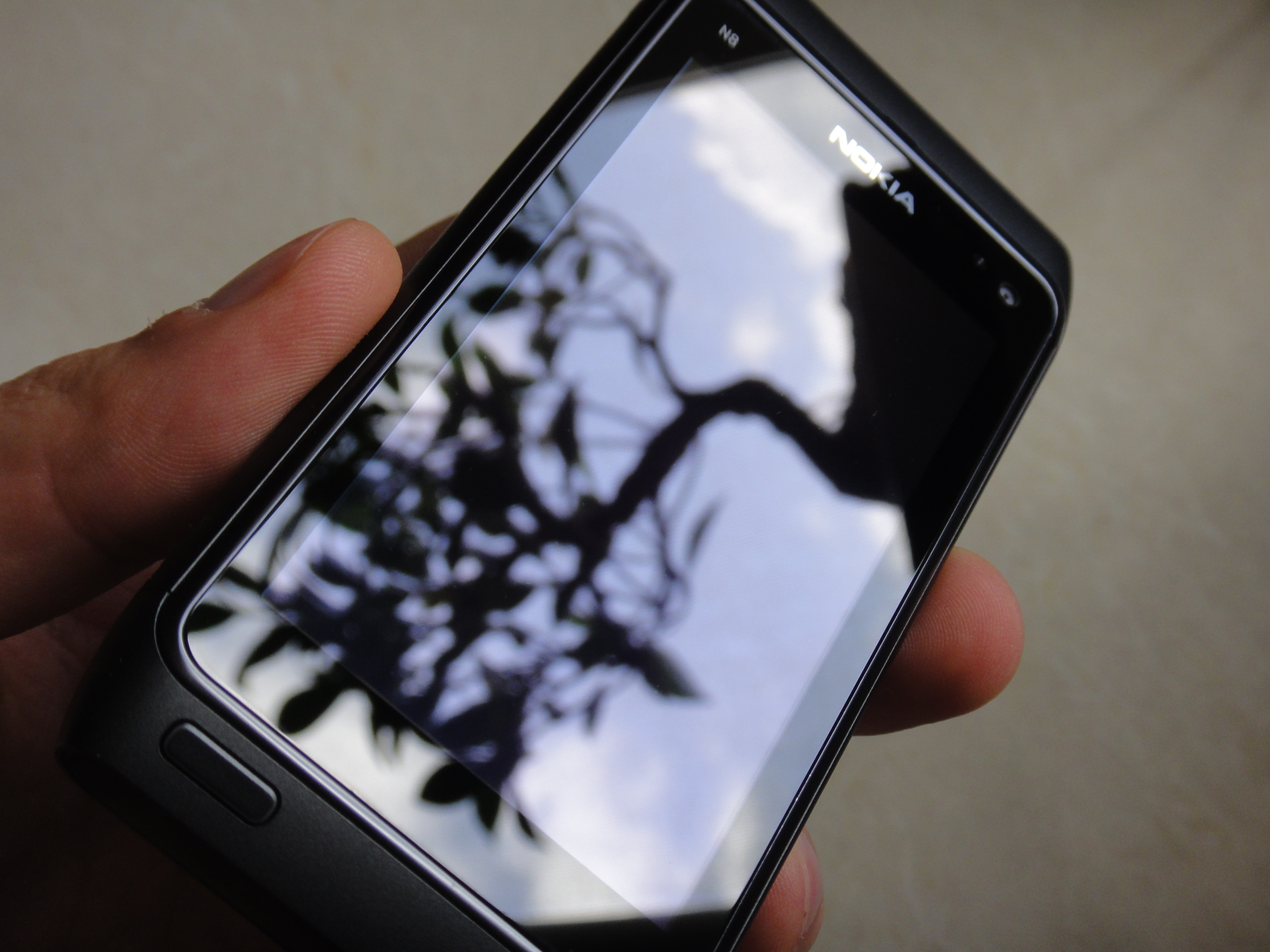
نوکیا ان۸ با صفحه نمایش گوریلا گلس.

شیشه گوریلا یا گوریلا گلس (به انگلیسی: Gorilla Glass) که به وسیله شرکت کورنینگ به‌وجود آمده‌است، شیشه‌ای از جنس آلومینوسیلیکات قلیایی است و به شکلی طراحی شده‌است که نازک، سبک و مقاوم باشد. بیشتر کاربرد این شیشه استفاده به عنوان پوشش خارجی صفحه نمایش دستگاه‌های الکترونیکی نظیر تلفن‌های همراه، لپ‌تاپها و پخش‌کننده‌های چندرسانه‌ای است. متمایزترین ویژگی این شیشه مقاومت آن است که سبب می‌شود شیشه نازکی از آن در برابر شکنندگی و خراش مقاوم باشد.
در سال ۲۰۱۰، در ۲۰٪ حدود ۲۰۰میلیون تلفن همراه ساخته‌شده از این شیشه استفاده شد. به گفته شرکت سازنده، این شیشه با امواج فرکانس رادیویی سازگار است و به دلیل وضوح نوری بالا، برای استفاده در صفحه‌های نمایش تلویزیون‌های اچ‌دی و سه بعدی مناسب است. سختی ویکرز این شیشه در حدود ۷۰۱–۶۲۲ کیلوگرم نیرو بر میلی‌متر مربع است.
انواع گوریلا گلس: گوریلا گلس ۱ - گوریلا گلس ۲ - گوریلا گلس ۳ - گوریلا گلس ۴ - گوریلا گلس ۵ - گوریلا گلس ۶ - گوریلا گلس victus - و گوریلا گلس victus+ که مقاوم ترین تولید ای شرکت است

## استفاده درشرکت اپل
در سال ۲۰۰۶ هنگامی که نمونه اولیه آی‌فون ساخته می‌شد، استیو جابز هنگامی که نمونه مهندسی محصول را در کیفش قرار داد، متوجه شد که کلیدهای او صفحه نمایش آی‌فون را خراشیده‌است؛ بنابراین او شروع به جستجو برای یک شیشه مقاوم در برابر خراشیدگی را آغاز کرد. وندل ویکز (به انگلیسی: Wendell Weeks)، مدیرعامل کورنینگ، شیشه گوریلا را به او معرفی کرد و جابز او را متقاعد کرد که ساخت این شیشه را برای تلفن در حال عرضه‌اش آغاز کند.
پس از این موضوع، شرکت کورنینگ احیا شد و تولید این شیشه را برای تلفن‌های هوشمند و دیگر ادوات الکترونیکی سایر شرکت‌ها آغاز کرد. 

## گوریلا ۲
در سال ژانویه ۲۰۱۰، کورنینگ، گوریلا ۲ را معرفی کرد. این مدل نسبت به مدل قبلی ۲۰درصد نازک‌تر بود، در حالی که مقاومت آن در برابر خراشیدگی همانند مدل قبلی بود. به وسیله نمونه جدید، می‌توان صفحات حساس بزرگتری تولید کرد. ازجمله گوشی‌های مجهز به گوریلا ۲ می‌توان به سامسونگ گالکسی نوت ۲ و سامسونگ گالکسی اس۳ و نوکیا لومیا ۹۲۰ اشاره نمود.

## گوریلا ۳
شیشه گوریلا ۳ یا گوریلا گلس ۳ در سی‌ای‌اس ۲۰۱۳ (سز ۲۰۱۳) معرفی شد. طبق آخرین آزمایش‌ها، گوریلا گلس ۳ تا سه برابر بیشتر مقاومت در برابر خط و خش بیشتر از آخرین محصول دارد. این محصول افزایش توانایی جهت مقاومت در برابر خش‌های عمیق را دارد. گوریلا گلس ۳بروی سامسونگ گالکسی اس۴ بوده. طبق تبلیغات ادعا می‌شود تا ۴۰ درصد مقاومت بیشتری در برابر خط و خش دارد و همچنین